# Parlamentswahl in der Ukraine 2012
- KPU: 32
- PR: 187
- Soyuz: 1
- NP: 2
- Unabh.: 43
- JZ: 3
- UDAR: 40
- AVV: 103
- RP: 1
- „Swo“: 37

Die Wahlen zum Ukrainischen Parlament 2012 fanden am 28. Oktober 2012 statt. Eine vorgezogene Neuwahl zur Werchowna Rada war bereits für Dezember 2008 vorgesehen, wurde aber auf 2009 verschoben. Angesichts der internationalen Finanzkrise, welche die Ukraine hart getroffen hatte und eine entscheidungsfähige Staatsführung erforderte, sowie aufgrund der schwankenden Umfragewerte für die im Parlament vertretenen Parteien, kamen die vorgezogenen Wahlen letztlich auch zu diesem Termin nicht zustande. Sie fand schließlich nach Ablauf der regulären vierjährigen Legislaturperiode statt.

## Ausgangslage
Die zunächst vorgesehenen vorgezogenen Neuwahlen waren Folge der Parlamentsauflösung durch den Staatspräsidenten Wiktor Juschtschenko, die er am Abend des 8. Oktober 2008 in einer Fernsehansprache bekanntgab. Anlass hierfür war das Auseinanderbrechen der Regierungskoalition unter Ministerpräsidentin Julija Tymoschenko sowie das Unvermögen der Parlamentsfraktionen, innerhalb der verfassungsgemäßen Frist eine neue Regierungsmehrheit zu bilden. Zunächst war der 7. Dezember 2008 als Wahltermin vorgesehen.
Die vom Präsidenten vorgesehene Auflösung des ukrainischen Parlaments nur gut ein Jahr nach der letzten Wahl 2007 war ein neuer Höhepunkt der fortwährenden Staatskrise in der Ukraine, die seit der Präsidentschaftswahl 2004 besteht. Ihre Ursache liegt im anhaltenden und die politische Aktivität des Landes lähmenden Machtkampf zwischen Parlament und Präsident, der durch die verfassungsgemäße Machtteilung zwischen Regierung und Staatsoberhaupt begünstigt wird.
Abgeordnete des Blocks Julia Timoschenko (BJuT) kündigten an, den Präsidentenerlass juristisch anzufechten, da eine Auflösung des Parlaments laut ukrainischer Verfassung frühestens ein Jahr nach dessen Zusammentritt (23. November 2007) möglich sei. Präsident Juschtschenko und andere sahen jedoch den Wahltermin 30. September 2007 als Ausgangspunkt der Frist. Ein Kiewer Bezirksgericht setzte auf Betreiben des BJuT am 11. Oktober den Präsidentenerlass zur Parlamentsauflösung aus und verbot der Zentralen Wahlkommission der Ukraine bis auf weiteres jegliche Schritte zur Vorbereitung der Wahlen. Präsident Juschtschenko ließ daraufhin per Erlass das Gericht auflösen, was wiederum ein Gericht höherer Instanz untersagte.
Die Umfragen sahen zu Beginn des Jahres 2008 zunächst klar den Wahlblock Julia Timoschenkos in Führung, wenn auch weit entfernt von einer absoluten Mehrheit der Stimmen. Im Herbst des Jahres hatte sich das politische Klima jedoch zugunsten der Partei der Regionen verschoben. Auffällig war hier auch das Einbrechen der den damaligen Präsidenten Juschtschenko unterstützenden Parteien sowie die hohe Zahl derer, die angaben, nicht wählen gehen zu wollen oder gegen alle stimmen zu wollen.
Am «Yalta European Strategy Forum» 2012 hatte die EU „in frappantem Kontrast zu früher“ Janukowitsch öffentlich und harsch kritisiert. Eine Annäherung an die EU komme für Janukowitsch wohl nur dann infrage, „wenn Brüssel ihn und sein System mit den vielen schönen Etiketten, aber ohne demokratische Substanz“ akzeptiere, so die NZZ.
Eine Wahlrechtsreform erleichterte der Regierungskoalition das Erreichen eines besseren Resultats, die Beteuerungen der Regierung zur Durchführung freier Wahlen seien laut Kommentar der NZZ unglaubwürdig, waren doch die Lokalwahlen vor zwei Jahren manipuliert worden. Zudem hatte der einzige nicht auf der Regierungslinie liegende Fernsehkanal TVi Probleme, seine Zuschauer zu erreichen, nachdem im Jahr zuvor TVi eine flächendeckende Sendefrequenz verweigert wurde und die Verbreitung seiner Programme über Kabelnetze immer mehr eingeschränkt wurde. Das allgemeine Medienumfeld war laut der Wochenzeitung Kyiv Post stark degeneriert.

## Internationale Wahlbeobachter
Nach Berichten von ukrainischen Medien sollen um die 10.000 Wahlbeobachter den Ablauf der Wahlen kontrolliert haben. Nach Angaben der OSZE waren 3797 internationale Wahlbeobachter bei der Zentralen Wahlkommission der Ukraine registriert. Einige hundert Langzeit-Wahlbeobachter aus OSZE-Mitgliedsstaaten trafen schon Mitte September 2012 ein.
Auch Deutschland entsandte nach Angaben des deutschen Botschafters in der Ukraine Hans-Jürgen Heimsoeth eine große Anzahl an Wahlbeobachtern in die Ukraine.
Am 25. Oktober 2012 traf eine Delegation aus 15 Mitgliedern des Europäischen Parlamentes zusammen mit mehr als 700 Wahlbeobachtern von verschiedenen internationalen Institutionen und Organisationen in der Ukraine ein.

## Neues Wahlsystem

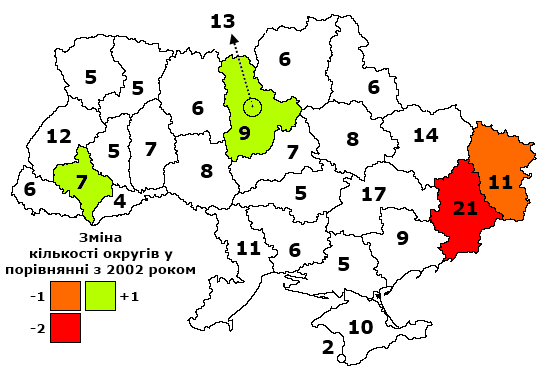
Änderung der Direktmandate in den verschiedenen Wahlkreisen im Vergleich

### Stimmenverteilung
Ende 2011 wurde in der Ukraine die Verteilung von Stimmen von einem reinen Proporz-System zu einem gemischten Proporz-Majorz-System geändert. Die Hälfte der 450 Parlamentssitze wird durch in den einzelnen Wahlkreisen direkt gewählte Kandidaten besetzt.

### Direktmandate
Im Vergleich zur letzten Parlamentswahl hat sich die Verteilung von Direktmandaten in den Wahlkreisen geändert. Die Oblast Donezk hat 2 Mandate verloren, die Oblast Luhansk hat ein Mandat verloren, die Oblaste Iwano-Frankiwsk und Kiew und die Stadt Kiew, die eine „Stadt mit besonderem Status“ ist (siehe: Verwaltungsgliederung der Ukraine) haben jeweils ein Direktmandat hinzubekommen.

## Ergebnis

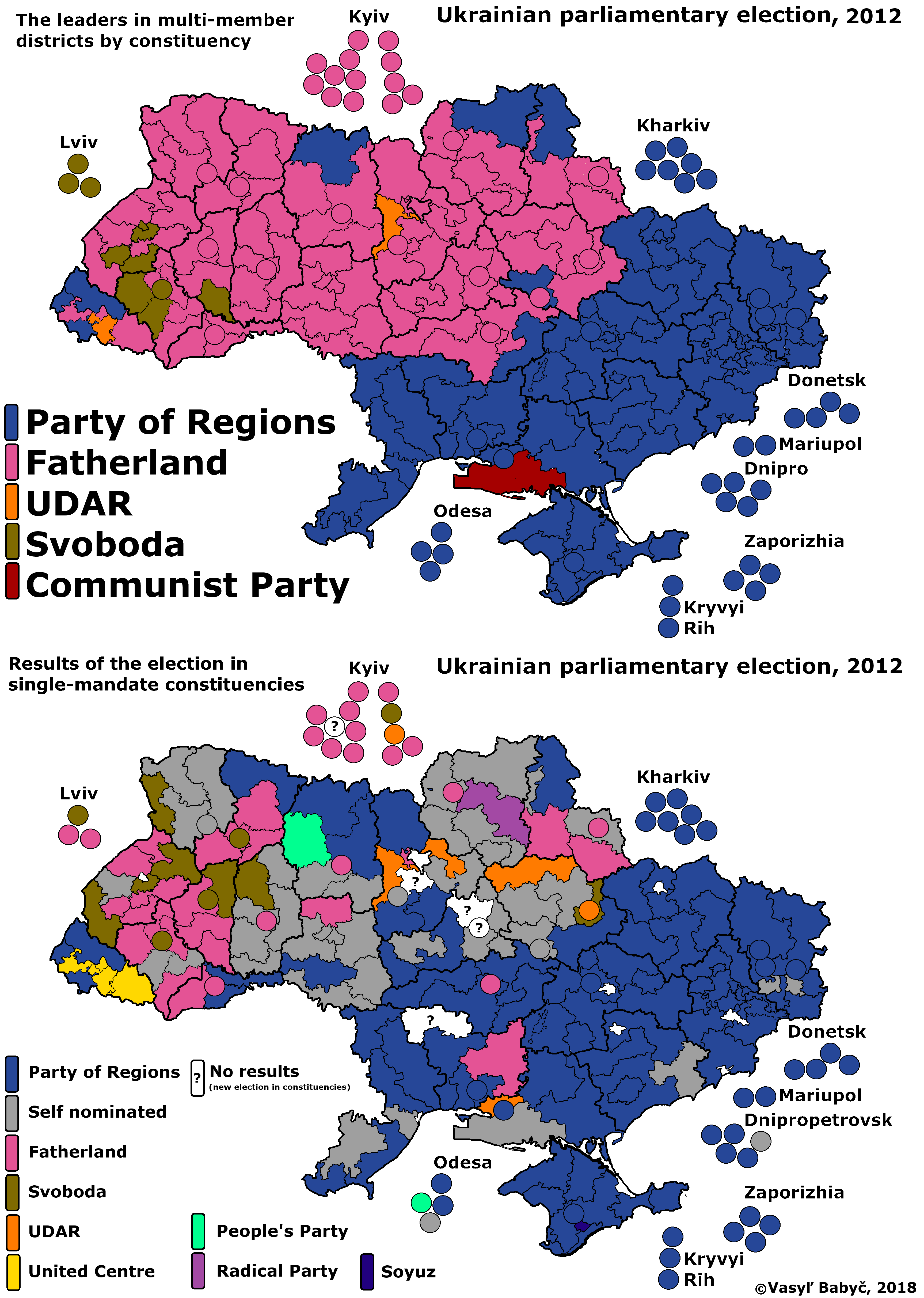
Ergebnisse nach Regionen (Mehrheit der Listenstimmen oben, Sieger in den Wahlkreisen unten)

| Partei                                                                             | Stimmen    | Anteil   | Verhältnis- | Wahlkreis- | Gesamtsitze |
| Partei der Regionen                                                                | 6.116.815  | 30,00 %  | 73          | 114        | 187         |
| Vaterland (einschl. Geeinte Opposition)                                            | 5.208.402  | 25,55 %  | 61          | 42         | 103         |
| UDAR                                                                               | 2.847.939  | 13,97 %  | 34          | 6          | 40          |
| Kommunistische Partei der Ukraine                                                  | 2.687.246  | 13,18 %  | 32          | —          | 32          |
| Swoboda                                                                            | 2.129.906  | 10,45 %  | 25          | 12         | 37          |
| Ukraine – Vorwärts!                                                                | 322.207    | 1,58 %   | —           | —          |             |
| Unsere Ukraine                                                                     | 226.485    | 1,11 %   | —           | —          | —           |
| Radikale Partei                                                                    | 221.136    | 1,08 %   | —           | 1          | 1           |
| Partei der Rentner der Ukraine                                                     | 114.198    | 0,56 %   | —           | —          | —           |
| Sozialistische Partei der Ukraine                                                  | 93.081     | 0,45 %   | —           | —          | —           |
| Partei der Grünen der Ukraine                                                      | 70.257     | 0,34 %   | —           | —          | —           |
| Ukrainische Partei „Grüner Planet“                                                 | 70.117     | 0,34 %   | —           | —          | —           |
| Russischer Block                                                                   | 63.534     | 0,31 %   | —           | —          | —           |
| Grüne                                                                              | 51.381     | 0,25 %   | —           | —          | —           |
| Ukraine der Zukunft                                                                | 38.532     | 0,19 %   | —           | —          | —           |
| Politische Union „Heimisches Vaterland“                                            | 32.724     | 0,16 %   | —           | —          | —           |
| Volksarbeitsunion                                                                  | 22.854     | 0,11 %   | —           | —          | —           |
| Neue Politik                                                                       | 21.033     | 0,10 %   | —           | —          | —           |
| Hromada                                                                            | 17.699     | 0,08 %   | —           | —          | —           |
| Nationalversammlung/Selbstverteidigung                                             | 16.938     | 0,08 %   | —           | —          | —           |
| Liberale Partei der Ukraine                                                        | 15.565     | 0,07 %   | —           | —          | —           |
| Geeinte Mitte                                                                      | —          | —        | —           | 3          | 3           |
| Volkspartei                                                                        | —          | —        | —           | 2          | 2           |
| Union                                                                              | —          | —        | —           | 1          | 1           |
| „Unabhängige“                                                                      | —          | —        | —           | 43         | 43          |
| Ungültige/leere Zettel                                                             | —          | —        | —           | —          | —           |
| Gesamt (Wahlbeteiligung 57,98 %)                                                   | 20.759.472 | 100,00 % | 225         | 225        | 450         |
| Quelle: Proportionale Stimmen, Wahlkreissitze Zentrale Wahlkommission (ukrainisch) |            |          |             |            |             |

## Wahlbeteiligung

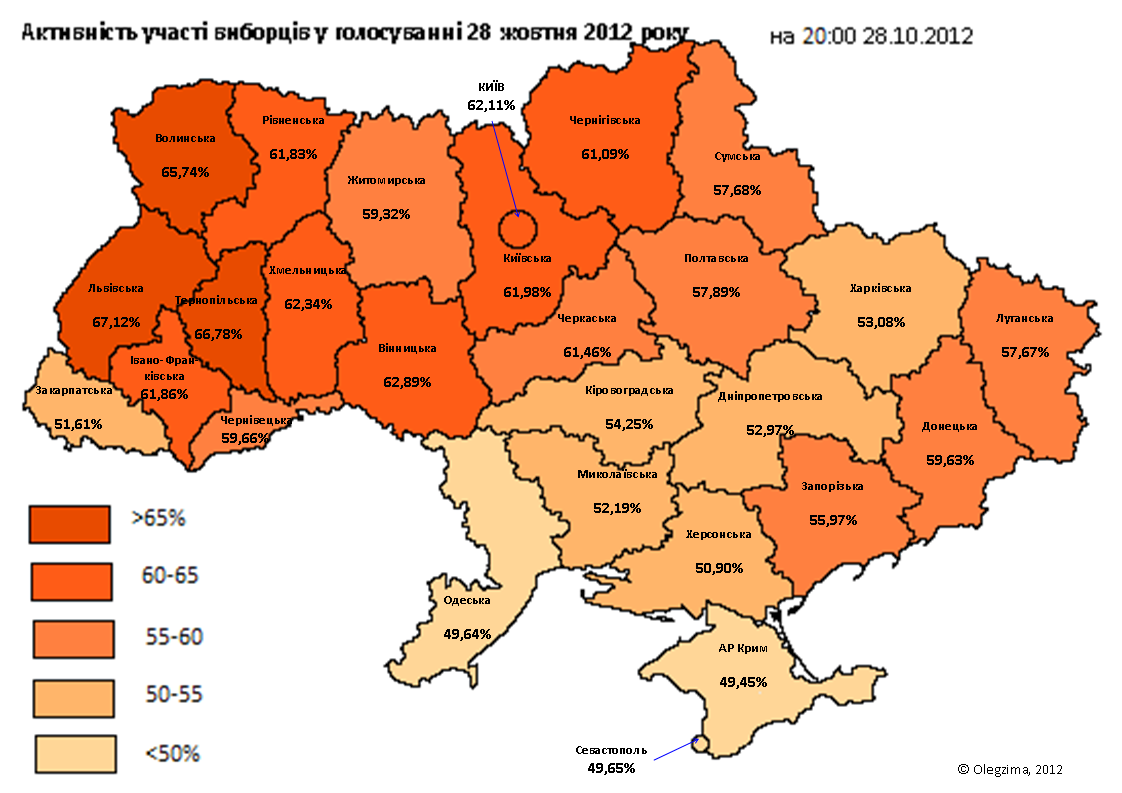
Wahlbeteiligung nach Oblast

Die Wahlbeteiligung betrug 57,98 %. Dies ist die niedrigste Beteiligung an einer Wahl zur Werchowna Rada seit der Erlangung der Unabhängigkeit 1991.

## Kritik an der Wahl
Die Wahl wurde von vielen Beobachtern, Europaabgeordneten, Institutionen, Organisation und Oppositionellen als ein „Rückschritt“ bewertet. In einem Communiqué ließ die OSZE verlautbaren, dass die Bedingungen des Wahlkampfes „unfair“ waren. Der Schweizer Politiker und Mitglied der Parlamentarischen Versammlung des Europarates Andreas Gross ließ sich in dem oben genannten OSZE-Communiqué mit den Worten „Die Ukraine verdient besseres“ zitieren.
Der CDU-Politiker und Vorsitzende des Auswärtigen Ausschusses im Bundestag Ruprecht Polenz kritisierte die Wahlen mit den Worten: „Eins ist klar, nach unseren Maßstäben sind die Wahlen sicherlich nicht durchgeführt worden“.
Am 8. November 2012 gab das abtretende Parlament dem Antrag der Zentralen Wahlkommission statt, in fünf Einerwahlkreisen die Resultate zu annullieren und die Wahl zu wiederholen. Die Wahlkommission hatte sich außerstande gesehen, in diesen Wahlkreisen ein gültiges Resultat zu ermitteln, da es beim Transport der Stimmzettel, bei der Stimmenauszählung und der Einspeisung der Resultate in die elektronische Datenbank offenbar zu Unregelmäßigkeiten und Manipulationen gekommen war.